# Andrzej Nowicki
Pour les articles homonymes, voir Nowicki.
Andrzej Rusław Frédéric Nowicki, né le 27 mai 1919  et mort en décembre 2011 à Varsovie, est un philosophe polonais, spécialiste de l'histoire de la philosophie et de l'athéisme, de la philosophie de la Renaissance, et des études religieuses. Amateur des beaux-arts, il est aussi poète et diplomate. 

## Biographie
Il a étudié à l'Université de Varsovie, il était un élève de Władysław Witwicki, Władysław Tatarkiewicz et Tadeusz Kotarbiński. Il a travaillé comme scientifique à l'Université de Varsovie (1952-63), à l'Université de Wrocław (1963-73), à l'Université Marie Curie-Skłodowska de Lublin (1973-91), puis comme professeur. Il a été cofondateur et président de l'Association des athées et libres-penseurs et de l'Association polonaise des sciences religieuses. Il a été le fondateur et rédacteur en chef du magazine Euhemer. Il a aussi été grand maître du Grand Orient de Pologne entre 1997 et 2002, et membre du comité du Front de l'unité nationale en 1958.